# غريتر سودبوري
غريتر سودبوري (بالإنجليزية: Greater Sudbury)‏ أو بالعربية "سادبوري الكبرى"، وهي في الأساس مدينة سادبوري إنما تم تعديل إسمها بعد ضم البلدات المجاورة إليها. هي أكبر مدينة كندية في شمال مقاطعة أونتاريو. تبلغ مساحتها 3200 (كم²)، ويبلغ عدد سكانها 161531 نسمة بحسب إحصاء سنة 2016م. بحسب مساحة الأرض السطحية، هي أكبر مدينة في مقاطعة أونتاريو والخامسة على مستوى كندا، أما من حيث عدد السكان، فتحتل هذه المدينة المرتبة رقم 29 بين مدن كندا، والمرتبة رقم 16 في المقاطعة. نما عدد السكان في هذه المدينة بنسبة (1.7) بين العامين المذكورين. كان يقطن في منطقة سادبوري عدد قليل من السكان الأصليين، إلى أن تم اكتشاف خام النيكل في صخورها صدفةً عام 1883 أثناء بناء السكك الحديدية العابرة للمقاطعات. وكونها تقع في الداخل، فإن المناخ المحلي موسمي للغاية حيث يبلغ متوسط درجات الحرارة في شهر كانون الثاني (يناير) 18 عشر درجة مئوية تحت الصفر بينما يبلغ متوسط درجات الحرارة في تموز (يوليو) 25 درجة مئوية فوق الصفر.
يتركز القسم الأكبر من السكان في وسط مدينة سادبوري، ويتوزع باقي السكان بالقرب من حوالي 300 بحيرة وحول بعض التلال التي اسودّت صخورها عبر التاريخ بسبب الدخان المنبعث من مناجم النيكل. يعمل أكثر من ربع السكان بوظائف ترتبط بالمناجم والباقي في التجارة والخدمات والصحة والتعليم. سادبوري هي أيضًا موطن لكثير من السكان الفرنسيين الأنطونيين الذين يؤثرون على فنونها وثقافتها.

## توأمة
لغريتر سودبوري اتفاقيات توأمة مع كل من:
- غوميل
- كوكولا

## أعلام
- أل أربور
- راندي كارليل
- جون رودريغيز
- ترامب ديفيدسون
- جيرالد مونرو
- تشارلي انجلوا
- روبرت ديكسون
- ديفون كيرشاو
- أليكس تريبيك
- ديفيد لويد جونستون

## وصلات خارجية
- الأطلس الحكومي لكندا
- إحصاءات كندا مع ساعة تعداد السكان